# أم ضباع
أم ضباع، قرية من قرى محافظة العلا، والتابعة لمنطقة المدينة المنورة في السعودية. تقع في شمال المدينة المنورة، وتبعد عنها بمسافة تقارب ( 313) كيلو متر، وعن العلا بمسافة تقارب (87 ) كيلو متر توجد بها جبال جميلة واثار.